# Ptilotrigona occidentalis
Ptilotrigona occidentalis är en biart som först beskrevs av Schulz 1904.  Ptilotrigona occidentalis ingår i släktet Ptilotrigona och familjen långtungebin. Inga underarter finns listade i Catalogue of Life.